# Ramulus acutus
Ramulus acutus är en insektsart som först beskrevs av Chen, S.C. och Yun He He 2004.  Ramulus acutus ingår i släktet Ramulus och familjen Phasmatidae. Inga underarter finns listade i Catalogue of Life.